# Горшков, Михаил Константинович
Михаи́л Константи́нович Горшко́в (род. 29 декабря 1950, Москва, РСФСР, СССР) — советский и российский социолог. Доктор философских наук (1989), академик РАН (2011). С 2021 года — научный руководитель Федерального научно-исследовательского социологического центра РАН, директор Института социологии РАН.
Главный редактор научного сетевого журнала «Вестник Института социологии», журнала «Социологическая наука и социальная практика».
Область научных интересов: социология массового сознания, социология политических процессов, идентичности, прикладная социология. Разработчик теории и методов социологического изучения состояний массового сознания, структуры российской идентичности, социальных типов граждан в постсоветской России.

## Биография
Окончил Московский медико-стоматологический институт им. Н. А. Семашко (1973).
В 1973—1976 годах — на партийно-комсомольской работе, заведующий студенческим отделом Свердловского РК ВЛКСМ в Москве.
В 1976—1988 годах — младший научный сотрудник Академии общественных наук при ЦК КПСС, референт ректора Академии, старший научный сотрудник, доцент кафедры социологии и социальной психологии, докторант, заместитель руководителя кафедры социологии и социальной психологии. Кандидат философских наук (1979, диссертация «Формирование и функционирование социалистического общественного мнения»), доктор философских наук (1989, диссертация «Общественное мнение советского общества: сущность, становление, динамика обновления»).
В 1988—1990 годах работал в аппарате ЦК КПСС в должности инструктора, заведующего сектором Отдела научных и учебных заведений, помощника члена Политбюро, секретаря ЦК КПСС В. А. Медведева.
С сентября 1990 года — первый заместитель директора Института марксизма-ленинизма при ЦК КПСС, с 1991 года — и. о. директора Института теории и истории социализма ЦК КПСС (ИТиИС). После запрета КПСС и ликвидации партийных учреждений, в том числе и ИТиИС, на материальной базе бывшего партийного института была создана новая организация — негосударственный Российский независимый институт социальных и национальных проблем (РНИСиНП). В октябре 1991 года М. К. Горшков был избран её генеральным директором.
В апреле 2001 года на базе РНИСиНП был создан Институт комплексных социальных исследований (ИКСИ) — научное учреждение в системе Российской академии наук. По решению Президиума РАН М. К. Горшков был назначен директором-организатором института.
В 2005 году Институт социологии РАН был реорганизован путём его слияния с ИКСИ РАН и ИСП РАН в единую научную организацию — Институт социологии Российской академии наук — в целях концентрации и объединения научного потенциала для решения фундаментальных проблем в области общественных наук. Решением Президиума РАН М. К. Горшков назначен директором. 27 октября 2010 года он был переизбран на пост директора общим собранием научных сотрудников Института социологии.
С 25 мая 2006 года — член-корреспондент РАН по Отделению общественных наук (социология), 22 декабря 2011 года избран действительным членом РАН.
С 2015 года по настоящее время является деканом социологического факультета Государственного академического университета гуманитарных наук. Первый федеральный вице-президент Российского общества социологов (РОС).
В 2017 году возглавил Федеральный научно-исследовательский социологический центр РАН, созданный в результате присоединения к Институту социологии РАН Социологического института РАН.
Является экспертом и членом международного комитета Московского экономического форума. Входит в состав редколлегии журнала «Социологические исследования» и «Социологического журнала».
Член Международной и Европейской социологических ассоциаций; научно-экспертного совета при Председателе Совета Федерации Федерального Собрания РФ, экспертного совета по научным проектам Российского научного фонда, экспертно-консультативного комитета при Правлении Фонда инфраструктурных и образовательных программ, Союза писателей России.

## Основные работы
С публикациями М. К. Горшкова можно познакомиться на официальном сайте Института социологии РАН (ко многим есть полный текст)
- Как провести социологическое исследование / под ред. М. К. Горшкова и Ф. Э. Шереги. М.: Политиздат, 1985. (переведена на монгольский язык в 1989 г . и издана в Монголии).
  - 2-е изд. 1990;
- Основы прикладной социологии. Учебник для вузов / под ред. М. К. Горшкова и Ф. Э. Шереги/ М.: Интерпракс, 1996.
  - Шереги Ф. Э., Горшков М. К. Прикладная социология. Учебное пособие для вузов. М.: ЦСП, 2003.
  - Горшков М. К., Шереги Ф. Э. Прикладная социология: методология и методы: Учебное пособие. — М.: Альфа-М: ИНФРА-М, 2009. — 416 с: ил.
- Горшков М. К., Шереги Ф. Э. Национальный проект «Образование»: оценки экспертов и позиция населения. — М.: ЦСП, 2008.
- Горшков М. К., Шереги Ф. Э. Молодежь России: социологический портрет. М.: ЦСП, 2010. (электронная версия — 2010).
- Образование и общество в социологическом измерении (вместо предисловия) // Россия реформирующаяся. Ежегодник / Отв. ред. М. К. Горшков. — Вып. 8. — М.: Институт социологии РАН, 2009. С. 3-14.
- Российская повседневность в условиях кризиса / под ред. М. К. Горшкова, Р. Крумма, Н. Е. Тихоновой. — М. : Альфа-М, 2009. — 272 с.: ил.
- Россия на новом переломе: страхи и тревоги / Под ред. М. К. Горшкова, Р. Крумма, В. В. Петухова. — М.: Альфа-М, 2009. — 160 с.: ил.
- Россия реформирующаяся. Ежегодник / Отв. ред. М. К. Горшков. — Вып. 8. — М.: Институт социологии РАН, 2009. — 466 с.
- Горшков М. К., Шереги Ф. Э. Молодежь России: социологический портрет. — М.: ЦСПиМ, 2010. — 592 с.
- Падение Берлинской стены: до и после. Россияне о внешнеполитических процессах прошлого и настоящего / Под ред. М. К. Горшкова, Р. Крумма, В. В. Петухова. — М.: Весь Мир, 2010. — 184 с.
- Готово ли российское общество к модернизации? / Под ред. М. К. Горшкова, Р. Крумма, Н. Е. Тихоновой. — М.: Весь Мир, 2010. — 344 с. — ISBN 978-5-7777-0494-8.
- Двадцать лет реформ глазами россиян: опыт многолетних социологических замеров / Под ред. М. К. Горшкова, Р. Крумма, В. В. Петухова. — М.: Весь Мир, 2011. — 328 с. — ISBN 978-5-7777-0529-7.
- О чем мечтают россияне: идеал и реальность / Под ред. М. К. Горшкова, Р. Крумма, Н. Е. Тихоновой. — М.: Весь Мир, 2013. — 400 с. — ISBN 978-5-7777-0538-9.
- Бедность и бедные в современной России / Под ред. М. К. Горшкова и Н. Е. Тихоновой. — М.: Весь Мир, 2014. — 304 с. — ISBN 978-5-7777-0575-4.
- Россия и Китай: молодежь XXI века [монография] / отв. редакторы: М. К. Горшков, Ли Чунлинь, З. Т. Голенкова, П. М. Козырева. — М. Новый хронограф, 2014. — 424 с.
- Российское общество и вызовы времени. Книга первая / под ред. Горшкова М. К., Петухова В. В.. — М.: Весь Мир, 2015. — 336 с. — ISBN 978-5-7777-0593-8.
- Российское общество и вызовы времени. Книга вторая / под ред. Горшкова М. К., Петухова В. В.. — М.: Весь Мир, 2015. — 432 с. — ISBN 978-5-7777-0604-1.
- Академик Михаил Горшков: «…Пути в социологию — исповедимы» / беседовал Б. З. Докторов. — М.: Весь Мир, 2015. — 104 с. — ISBN 978-5-7777-0618-8.
- Российское общество и вызовы времени. Книга третья / под ред. Горшкова М. К., Тихоновой Н. Е.. — М.: Весь Мир, 2016. — 424 с. — ISBN 978-5-7777-0630-0.
- Российское общество как оно есть: (опыт социологической диагностики). В 2 т. — Изд. 2-е, перераб. и доп. — М.: Новый хронограф, 2016. — 416 с. — ISBN 978-5-94881-342-4 (Том 1); ISBN 978-5-94881-341-7 (Том 2)
- Идеальное общество в мечтах людей в России и в Китае: [монография] / [М. К. Горшков и др.]; отв. ред. М. К. Горшков, П. М. Козырева, Ли Пэйлинь, Н. Е. Тихонова; Институт социологии РАН. — М.: Новый хронограф, 2016. — 424 с. — (Российское общество. Современные исследования). — ISBN 978-5-94881-326-4
- Средний класс в современной России. Опыт многолетних исследований / под ред. М. К. Горшкова и Н. Е. Тихоновой. — М.: Весь Мир, 2016. — 368 с. — ISBN 978-5-7777-0622-5.
- Российское общество и вызовы времени. Книга четвертая / под ред. Горшкова М. К., Петухова В. В.. — М.: Весь Мир, 2016. — 400 с. — ISBN 978-5-7777-0663-8.
- Российское общество и вызовы времени. Книга пятая / под ред. Горшкова М. К., Петухова В. В.. — М.: Весь Мир, 2017. — 424 с. — ISBN 978-5-7777-0687-4.
- Mikhail Gorshkov. Russian Society in the Context of Crisis Realities: Internal and External Factors. — М.: Весь Мир, 2017. — P. 94. — ISBN 9-785-7777-0692-8.
- Столицы и регионы в современной России: мифы и реальность пятнадцать лет спустя / Отв. ред. М. К. Горшков, Н. Е. Тихонова. — М.: Весь Мир, 2018. — 312 с. — ISBN 978-5-7777-0713-0.
- Двадцать пять лет социальных трансформаций в оценках и суждениях россиян: опыт социологического анализа / Отв. ред. М. К. Горшков, В. В. Петухов. — М.: Весь Мир, 2018. — 384 с. — ISBN 978-5-7777-0722-2.
- Горшков М. К., Шереги Ф. Э. Российская молодежь в контексте социологического анализа (Russian youth within the context of sociological analysis). — М.: ФНИСЦ РАН, 2019. — 263 с.
- Горшков М. К., Шереги Ф. Э. Молодежь России в зеркале социологии. К итогам многолетних исследований — М: ФНИСЦ РАН, 2020. — 688 с.

## Награды и премии
- Лауреат Государственной премии Российской Федерации в области науки и техники (2002; совместно с др.) — за работу «Политические партии России. Конец XIX — первая треть XX века. Документальное наследие» (серийное издание в 24 томах, 28 книгах)[5]
- Награждён медалью ордена «За заслуги перед Отечеством» II степени (2009)[6].